# Premi Lumière 2022
La cerimonia di premiazione della 27ª edizione dei Premi Lumière si è svolta il 17 gennaio 2022. Le candidature sono state annunciate il 9 dicembre 2021.

## Vincitori e candidati
I vincitori sono indicati in grassetto, a seguire gli altri candidati.
Miglior film
- La scelta di Anne - L'Événement (L'Événement), regia di Audrey Diwan
  - Annette, regia di Leos Carax
  - De son vivant, regia di Emmanuelle Bercot
  - Illusioni perdute (Illusions perdues), regia di Xavier Giannoli
  - Onoda - 10.000 notti nella giungla (Onoda, 10 000 nuits dans la jungle), regia di Arthur Harari

Miglior regista
- Leos Carax - Annette
  - Jacques Audiard - Parigi, 13Arr. (Les Olympiades)
  - Audrey Diwan - La scelta di Anne - L'Événement (L'Événement)
  - Xavier Giannoli - Illusioni perdute (Illusions perdues)
  - Arthur Harari - Onoda - 10.000 notti nella giungla (Onoda, 10 000 nuits dans la jungle)

Migliore sceneggiatura
- Xavier Giannoli - Illusioni perdute (Illusions perdues)
  - Antoine Barraud - La doppia vita di Madeleine Collins (Madeleine Collins)
  - Leyla Bouzid - Una storia d'amore e di desiderio (Une histoire d'amour et de désir)
  - Catherine Corsini - Parigi, tutto in una notte (La Fracture)
  - Arthur Harari e Vincent Poymiro - Onoda - 10.000 notti nella giungla (Onoda, 10 000 nuits dans la jungle)

Miglior attrice
- Anamaria Vartolomei - La scelta di Anne - L'Événement (L'Événement)
  - Suliane Brahim - Lo sciame (La Nuée)
  - Virginie Efira - Benedetta
  - Valérie Lemercier - Aline - La voce dell'amore (Aline)
  - Sophie Marceau - È andato tutto bene (Tout s'est bien passé)

Miglior attore
- Benoît Magimel - De son vivant
  - Damien Bonnard - Les Intranquilles
  - André Dussollier - È andato tutto bene (Tout s'est bien passé)
  - Vincent Lindon - Titane
  - Benjamin Voisin - Illusioni perdute (Illusions perdues)

Rivelazione femminile
- Agathe Rousselle - Titane
  - Zbeida Belhajamor - Una storia d'amore e di desiderio (Une histoire d'amour et de désir)
  - Aïssatou Diallo Sagna - Parigi, tutto in una notte (La Fracture)
  - Daphné Patakia - Benedetta
  - Lucie Zhang - Parigi, 13Arr. (Les Olympiades)

Rivelazione maschile
- Thimotée Robart - Les Magnétiques
  - Alseni Bathily - Gagarine - Proteggi ciò che ami (Gagarine)
  - Abdel Bendaher - Ibrahim
  - Sami Outalbali - Una storia d'amore e di desiderio (Une histoire d'amour et de désir)
  - Makita Samba - Parigi, 13Arr. (Les Olympiades)

Migliore opera prima
- Gagarine - Proteggi ciò che ami (Gagarine), regia di Fanny Liatard e Jérémy Trouilh
  - I cieli di Alice (Sous le ciel d'Alice), regia di Chloé Mazlo
  - Ibrahim, regia di Samir Guesmi
  - Les Magnétiques, regia di Vincent Maël Cardona
  - Lo sciame (La Nuée), regia di Just Philippot